# Copelatus andobonicus
Copelatus andobonicus is een keversoort uit de familie waterroofkevers (Dytiscidae). De wetenschappelijke naam van de soort is voor het eerst geldig gepubliceerd in 1960 door Guignot.